# Aequatorium
Aequatorium là một chi thực vật có hoa trong họ Cúc (Asteraceae).

## Loài
Chi Aequatorium gồm các loài: